# Killer-Paare – Tödliches Verlangen
Killer-Paare – Tödliches Verlangen (Originaltitel: Wicked Attraction, international: Couples Who Kill) war eine US-amerikanische Krimi-Dokumentationsreihe, die vom 7. August 2008 bis zum 10. Oktober 2013 auf dem US-amerikanischen Sender Investigation Discovery erstausgestrahlt wurde. Die deutschsprachige Erstausstrahlung erfolgt seit dem 8. August 2014 auf dem deutschen Sender Sixx. 

## Konzept
In der Dokumentationsreihe untersuchen und analysieren Kriminalpsychologen Morde, die von Paaren begangen wurden. Pro Folge wird ein Fall vorgestellt; dabei wird die Interaktion der Mörder über die Tat bis zur Verhaftung der Schuldigen beschrieben.

## Ausstrahlung
| Ausstrahlungsinformationen | Ausstrahlungsinformationen | Ausstrahlungsinformationen               | Ausstrahlungsinformationen    |
| Staffel                    | Episoden                   | Sendezeitraum in den Vereinigten Staaten | Sendezeitraum in Deutschland  |
| -------------------------- | -------------------------- | ---------------------------------------- | ----------------------------- |
| 1                          | 13                         | 7. August – 13. November 2008            |                               |
| 2                          | 13                         | 9. Juli – 1. Oktober 2009                |                               |
| 3                          | 13                         | 5. Juli – 14. Oktober 2010               | 15. März – 7. Juni 2016       |
| 4                          | 13                         | 30. Juni – 27. Oktober 2011              | 17. Juni – 15. September 2015 |
| 5                          | 13                         | 9. Juni – 8. September 2012              | 8. August – 31. Oktober 2014  |
| 5                          | 1                          | 19. April 2013                           | 18. August 2015               |
| 6                          | 13                         | 17. Juli – 10. Oktober 2013              |                               |

## Episodenliste
| Nr. (ges.) | Nr. (St.) | Deutscher Titel | Originaltitel             | Erstausstrahlung USA | Deutschsprachige Erstausstrahlung (–) |
| ---------- | --------- | --------------- | ------------------------- | -------------------- | ------------------------------------- |
| 1          | 1         | –               | The Perfect Couple        | 7. Aug. 2008         | –                                     |
| 2          | 2         | –               | Minivan Murderers         | 14. Aug. 2008        | –                                     |
| 3          | 3         | –               | The Madness of Two        | 21. Aug. 2008        | –                                     |
| 4          | 4         | –               | Evil in the Desert        | 28. Aug. 2008        | –                                     |
| 5          | 5         | –               | Blood Brothers            | 4. Sep. 2008         | –                                     |
| 6          | 6         | –               | Twisted Twosome           | 11. Sep. 2008        | –                                     |
| 7          | 7         | –               | Mother Knows Best         | 18. Sep. 2008        | –                                     |
| 8          | 8         | –               | Kidnapped                 | 9. Okt. 2008         | –                                     |
| 9          | 9         | –               | Our Little Secret         | 16. Okt. 2008        | –                                     |
| 10         | 10        | –               | Hearts of Darkness        | 23. Okt. 2008        | –                                     |
| 11         | 11        | –               | Murder at Twilight        | 30. Okt. 2008        | –                                     |
| 12         | 12        | –               | Driven by Desire          | 6. Nov. 2008         | –                                     |
| 13         | 13        | –               | Death on the Sunset Strip | 13. Nov. 2008        | –                                     |

| Nr. (ges.) | Nr. (St.) | Deutscher Titel | Originaltitel      | Erstausstrahlung USA | Deutschsprachige Erstausstrahlung (–) |
| ---------- | --------- | --------------- | ------------------ | -------------------- | ------------------------------------- |
| 14         | 1         | –               | The Two Bears      | 9. Juli 2009         | –                                     |
| 15         | 2         | –               | Golden Years       | 16. Juli 2009        | –                                     |
| 16         | 3         | –               | The Folsom Wolf    | 23. Juli 2009        | –                                     |
| 17         | 4         | –               | A Mother's Love    | 30. Juli 2009        | –                                     |
| 18         | 5         | –               | Payback            | 6. Aug. 2009         | –                                     |
| 19         | 6         | –               | Toolbox Killers    | 13. Aug. 2009        | –                                     |
| 20         | 7         | –               | Opportunity Knocks | 20. Aug. 2009        | –                                     |
| 21         | 8         | –               | My Girl            | 27. Aug. 2009        | –                                     |
| 22         | 9         | –               | Consumed by Envy   | 3. Sep. 2009         | –                                     |
| 23         | 10        | –               | No Remorse         | 10. Sep. 2009        | –                                     |
| 24         | 11        | –               | Single White Male  | 17. Sep. 2009        | –                                     |
| 25         | 12        | –               | Picture Perfect    | 24. Sep. 2009        | –                                     |
| 26         | 13        | –               | Dead or Alive      | 1. Okt. 2009         | –                                     |

| Nr. (ges.) | Nr. (St.) | Deutscher Titel             | Originaltitel         | Erstausstrahlung USA | Deutschsprachige Erstausstrahlung (D) |
| ---------- | --------- | --------------------------- | --------------------- | -------------------- | ------------------------------------- |
| 27         | 1         | Mord unter Bodybuildern     | Built for Murder      | 5. Juli 2010         | 15. März 2016                         |
| 28         | 2         | Hinter verschlossenen Türen | Home Sweet Home       | 22. Juli 2010        | 22. März 2016                         |
| 29         | 3         | Böses Blut                  | Evil in the Blood     | 29. Juli 2010        | 29. März 2016                         |
| 30         | 4         | Superstar                   | Superstar             | 5. Aug. 2010         | 5. Apr. 2016                          |
| 31         | 5         | Alte Rechnungen             | Beyond the Wire       | 12. Aug. 2010        | 12. Apr. 2016                         |
| 32         | 6         | Innocence Lost              | Innocence Lost        | 19. Aug. 2010        | 19. Apr. 2016                         |
| 33         | 7         | Calm Before the Storm       | Calm Before the Storm | 26. Aug. 2010        | 26. Apr. 2016                         |
| 34         | 8         | Serienkiller                | Shoot to Thrill       | 2. Sep. 2010         | 3. Mai 2016                           |
| 35         | 9         | Belogen und betrogen        | Dial 123              | 9. Sep. 2010         | 10. Mai 2016                          |
| 36         | 10        | Hassliebe                   | Live Free or Die      | 16. Sep. 2010        | 17. Mai 2016                          |
| 37         | 11        | Der Guru                    | Deadly Disciple       | 30. Sep. 2010        | 24. Mai 2016                          |
| 38         | 12        | Die Wärterin                | Crossing the Line     | 7. Okt. 2010         | 31. Mai 2016                          |
| 39         | 13        | Doppelleben                 | A Lover's Betrayal    | 14. Okt. 2010        | 7. Juni 2016                          |

| Nr. (ges.) | Nr. (St.) | Deutscher Titel    | Originaltitel                  | Erstausstrahlung USA | Deutschsprachige Erstausstrahlung (D) |
| ---------- | --------- | ------------------ | ------------------------------ | -------------------- | ------------------------------------- |
| 40         | 1         | Die Vergeltung     | 'Til Death Us Do Part          | 30. Juni 2011        | 17. Juni 2015                         |
| 41         | 2         | 57 Sekunden        | 57 Seconds                     | 7. Juli 2011         | 1. Juli 2015                          |
| 42         | 3         | Zwillinge          | Dante's Inferno                | 14. Juli 2011        | 23. Juni 2015                         |
| 43         | 4         | Die Wahrsagerin    | Bad Fortune                    | 21. Juli 2011        | 8. Juli 2015                          |
| 44         | 5         | Kein Entkommen     | Road to Nowhere                | 28. Juli 2011        | 15. Juli 2015                         |
| 45         | 6         | Stumme Zeugen      | See No Evil                    | 4. Aug. 2011         | 22. Juli 2015                         |
| 46         | 7         | Lebendig begraben  | Good Deeds Punished            | 11. Aug. 2011        | 29. Juli 2015                         |
| 47         | 8         | Der goldene Buddha | The Golden Buddah              | 18. Aug. 2011        | 4. Aug. 2015                          |
| 48         | 9         | Rivalinnen         | Deadly Rival                   | 25. Aug. 2011        | 11. Aug. 2015                         |
| 49         | 10        | Der Treuebruch     | Sex, Lies, and Bloody Goodbyes | 1. Sep. 2011         | 25. Aug. 2015                         |
| 50         | 11        | Die Sklavin        | The Jaycee Dugard Story        | 13. Okt. 2011        | 15. Sep. 2015                         |
| 51         | 12        | Glück im Spiel ... | Lesbians and the Little Man    | 20. Okt. 2011        | 1. Sep. 2015                          |
| 52         | 13        | Blutige Diamanten  | Rough Diamond                  | 27. Okt. 2011        | 8. Sep. 2015                          |

| Nr. (ges.) | Nr. (St.) | Deutscher Titel              | Originaltitel              | Erstausstrahlung USA | Deutschsprachige Erstausstrahlung (D) |
| ---------- | --------- | ---------------------------- | -------------------------- | -------------------- | ------------------------------------- |
| 53         | 1         | Mörderinnen aus Leidenschaft | No Sharing Allowed         | 9. Juni 2012         | 29. Aug. 2014                         |
| 54         | 2         | Die gestohlene Identität     | Lust for Life              | 16. Juni 2012        | 5. Sep. 2014                          |
| 55         | 3         | Zahltag                      | A Slice of Murder          | 23. Juni 2012        | 15. Aug. 2014                         |
| 56         | 4         | Kannibalen                   | Fascination with Death     | 30. Juni 2012        | 22. Aug. 2014                         |
| 57         | 5         | Tödliche Gastfreundschaft    | House Guests From Hell     | 7. Juli 2012         | 8. Aug. 2014                          |
| 58         | 6         | Tod und Terror               | Death Ride                 | 14. Juli 2012        | 26. Sep. 2014                         |
| 59         | 7         | Sandkastenliebe              | The Power of Love          | 21. Juli 2012        | 12. Sep. 2014                         |
| 60         | 8         | Der Eindringling             | The Body Shifters          | 28. Juli 2012        | 19. Sep. 2014                         |
| 61         | 9         | Gemischtes Doppel            | Rebels with a Deadly Cause | 4. Aug. 2012         | 3. Okt. 2014                          |
| 62         | 10        | Der Hochstapler              | Weapon of Mass Seduction   | 18. Aug. 2012        | 10. Okt. 2014                         |
| 63         | 11        | Die verlorene Tochter        | Dressed to Kill            | 25. Aug. 2012        | 17. Okt. 2014                         |
| 64         | 12        | Blutspur                     | Love Me Tender             | 1. Sep. 2012         | 24. Okt. 2014                         |
| 65         | 13        | In der Schlangengrube        | A Rose Amongst Thorns      | 8. Sep. 2012         | 31. Okt. 2014                         |
| 66         | 14        | Habgier                      | Wheels of Steel            | 19. Apr. 2013        | 18. Aug. 2015                         |

| Nr. (ges.) | Nr. (St.) | Deutscher Titel | Originaltitel                  | Erstausstrahlung USA | Deutschsprachige Erstausstrahlung (–) |
| ---------- | --------- | --------------- | ------------------------------ | -------------------- | ------------------------------------- |
| 67         | 1         | –               | Venus Guy Trap                 | 17. Juli 2013        | –                                     |
| 68         | 2         | –               | More Than a Babysitter         | 24. Juli 2013        | –                                     |
| 69         | 3         | –               | Mommys Little Helpers          | 31. Juli 2013        | –                                     |
| 70         | 4         | –               | Straight Through the Heartland | 7. Aug. 2013         | –                                     |
| 71         | 5         | –               | A Recipe for Disaster          | 14. Aug. 2013        | –                                     |
| 72         | 6         | –               | Freedom Quest                  | 21. Aug. 2013        | –                                     |
| 73         | 7         | –               | The Dark Krystal               | 28. Aug. 2013        | –                                     |
| 74         | 8         | –               | A Mothers Worst Nightmare      | 4. Sep. 2013         | –                                     |
| 75         | 9         | –               | Dirty Double Cross             | 11. Sep. 2013        | –                                     |
| 76         | 10        | –               | No Easy Road                   | 18. Sep. 2013        | –                                     |
| 77         | 11        | –               | The Cougar and Her Cub         | 25. Sep. 2013        | –                                     |
| 78         | 12        | –               | True Bromance                  | 2. Okt. 2013         | –                                     |
| 79         | 13        | –               | Prey for Me                    | 9. Okt. 2013         | –                                     |